# Паулиста (Пернамбуку)
Паулиста (порт. Paulista) — муниципалитет в Бразилии, входит в штат Пернамбуку. Составная часть мезорегиона Агломерация Ресифи. Входит в экономико-статистический микрорегион Ресифи. Население составляет 307 284 человека на 2006 год. Занимает площадь 94 км². Плотность населения — 3188 чел./км².

## История
Город основан 4 сентября 1935 года.

## Статистика
- Валовой внутренний продукт на 2004 год составляет 1 003 352 000,00 реалов (данные: Бразильский институт географии и статистики).
- Валовой внутренний продукт на душу населения на 2004 год составляет 3481,00 реалов (данные: Бразильский институт географии и статистики).
- Индекс развития человеческого потенциала на 2000 год составляет 0,799 (данные: Программа развития ООН).

## География
Климат местности: тропический.